# Guldfågeln Arena
Le Guldfågeln Arena, (qui signifie en suédois « stade de l'oiseau d'or »), est un stade de football construit en 2011 à Kalmar, dans le quartier de Hansa City, en Suède. Le Kalmar FF en est le club résident et propriétaire.

## Nom du stade
Le 4 juin 2010, Kalmar FF a signé un contrat avec l'entreprise alimentaire Guldfågeln AB, pour la cession du nom du stade jusqu'en 2017. Pour les rencontres internationales, le stade n'adoptera pas cette dénomination, en vertu des règles de sponsoring de la FIFA. On parlera alors de Kalmar Arena.

## Administration
Le stade appartient à Kalmar FF Fastigheter AB, filiale de Kalmar FF Event AB, entreprise événementielle appartenant à 100 % à Kalmar FF.

## Structure et équipements
Le stade dispose de deux niveaux sur l'ensemble des tribunes à l'exception de la tribune ouest qui en compte 3. La capacité du stade est de 11 800 places assises. Lors de concerts avec une scène centrale installée sur la pelouse, cette capacité peut être portée à 15 000 places. En plus de ces places, on compte 12 loges (dont 2 sont louées au match), 24 places adaptées aux fauteuils roulants, 123 toilettes, 100 urinoirs, 13 kiosques servants snacks et boissons, 1 restaurant, 1 pub pouvant accueillir 350 personnes et une salle de conférence pouvant recevoir entre 800 et 1 000 personnes.
Concernant les sportifs proprement dit, le stade compte pas moins de neuf vestiaires, une salle de gym avec un espace prévu pour les médecins et les physiothérapeutes. 
50 journalistes peuvent s'installer dans la tribune de presse ainsi que dans la salle de travail (avec cafétéria) qui leur est réservée. Un web-studio et 3 plates-formes de caméra ont également été prévus pour pouvoir produire sur place des images télévisées. Enfin, près de 60 écrans ont été disséminés dans le stade afin de suivre la rencontre à partir de n'importe où (restaurant, lounge, pub ou kiosques).

## Utilisation
Le stade a principalement vocation à accueillir les rencontres disputées par Kalmar FF. Toutefois, afin de retirer des bénéfices supplémentaires, le stade peut être utilisé pour toutes sortes d'événements, qu'il s'agisse de concerts (comme celui d'Håkan Hellström et The Ark, 23 juillet 2011), ou de conventions en tout genre.